# 上半山村
上半山村（かみはやまむら）は、高知県高岡郡にあった村。現在の津野町の中東部にあたる。

## 地理
- 山岳：鶴松森
- 河川：新荘川

## 歴史
- 1889年（明治22年）4月1日 - 町村制の施行により、赤木村・杉ノ川村・白石村・大野村の区域をもって発足。旧大野村黒川が大字となる。
- 1956年（昭和31年）9月30日 - 下半山村と合併して葉山村が発足。同日上半山村廃止。